# Arent Passer
Arent Passer (* um 1560 in Den Haag; † 1637 in Reval) war ein estländischer Bildhauer und Steinmetz niederländischer Herkunft.

## Leben und Werk

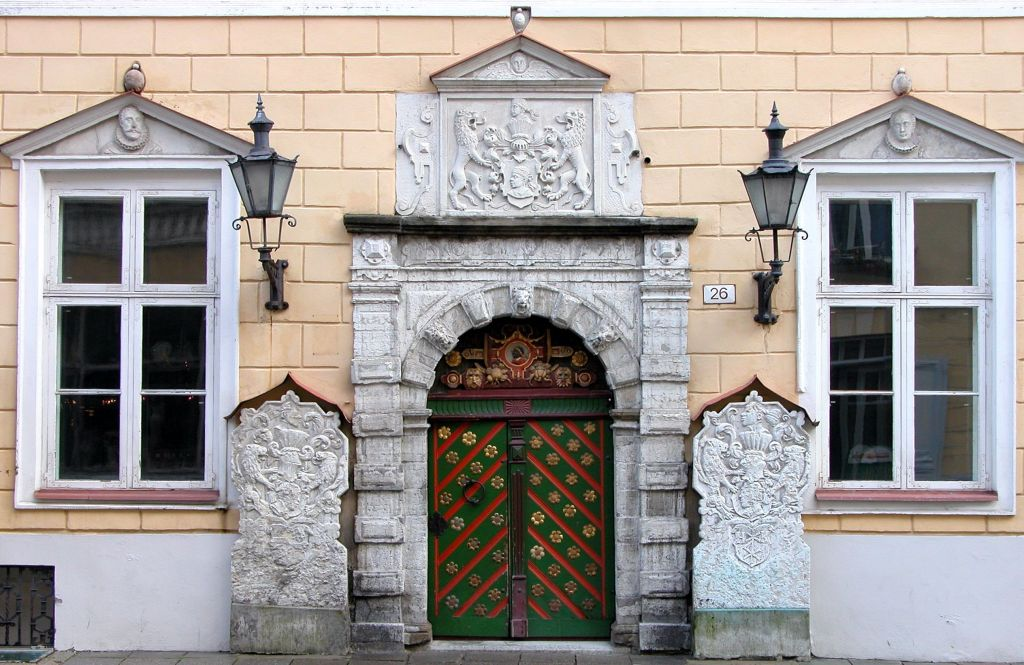
Eingang zum Schwarzhäupterhaus in Reval

Arent Passer wurde als Sohn eines Tischlers geboren. Er ließ sich 1589 in Reval nieder, wo er bis zu seinem Tod arbeitete. Er war Gildemeister der Steinmetzgilde und der Olaigilde.
Seine bekanntesten Werke sind der prachtvolle Sarkophag und das Epitaph für den schwedischen Oberbefehlshaber und Gouverneur von Livland Pontus de la Gardie und dessen Frau Sofia Gyllenhielm in der Revaler Domkirche (1595) sowie die Fassadenarbeiten am Revaler Versammlungshaus der Bruderschaft der Schwarzenhäupter (1597–1600).
Daneben stammen weitere prunkvolle Grabmale im Revaler Dom von ihm: für Caspar von Tiesenhausen und seine Frau (1591), Carl Huringson Horn, Otto von Uexküll und seine Frau (1601), Richard Rosenkrantz (1623) und Thomas Ramm (1632) sowie das Epitaph für Antonius van der Busch in der Nikolaikirche und das Grabmal für Evert Horn im Dom von Turku. Auch die Reliefs am Höppner-Haus in Reval wurden von ihm gefertigt.
Passers Stil ist stark von Francesco Primaticcio und Rosso Fiorentino im Sinne des Manierismus beeinflusst. Er war einer der bedeutendsten Baumeister der Renaissance in Reval. Neben seiner Tätigkeit als Steinmetz war Passer als Stadtbaumeister, Ingenieur und Fortifikationsexperte aktiv.
Passer liegt in der Revaler Olaikirche begraben. Sein Sohn Dionysius Passer führte die Arbeiten des Vaters weiter. Zu Arent Passers bekanntesten Schülern zählen Heinrich und Jakob Dam.